# Nikkō-gawa
Le fleuve Nikkō (日光川, Nikkō-gawa) est un cours d'eau du Japon qui traverse la préfecture d'Aichi du nord vers l'ouest.

## Villes traversées
Le fleuve Nikkō traverse , dans la préfecture d'Aichi, les municipalités de Kōnan, Inazawa, Aisai, Tsushima, Kanie, Nagoya et Tobishima.